# Landet runt
Landet runt (švédsky Okolo země / Okolo vlasti) je švédský publicistický televizní pořad Švédské televize vysílaný od roku 1988. Jednotlivé epizody se skládají z několika rubrik především zaměřených na aktuální regionální dění a obsahujících reportáže regionálních štábů Švédské televize.

## Popis
Jedná se o regionální publicistický pořad často doprovázený s lehkým humorem. V pořadu jsou shrnuty aktuální regionální reportáže. Součástmi pořadu jsou dále i divácká soutěž a rubrika Inskickat (Zasláno), kde jsou divákům prezentovány fotky zvláštních a nějakým způsobem vtipných situací nebo nesmyslných a legračních nápisů na veřejných místech, které zasílají diváci pořadu do redakce.
Pořad moderuje od roku 2010 Henrik Kruusval, vysílá se na SVT1 každou neděli v 18:15 zdejšího času, pořad pravidelně sleduje až milion více méně stálých diváků.